# Bradley Schafferius
Bradley Schafferius (4 de septiembre de 1960) es un deportista australiano que compitió en vela en la clase Tornado. Ganó una medalla de plata en el Campeonato Mundial de Tornado de 1990.

## Palmarés internacional
| \| Campeonato Mundial \| Campeonato Mundial \| Campeonato Mundial \| Campeonato Mundial \| \| Año \| Lugar \| Medalla \| Clase \| \| ------------------ \| ------------------------ \| ------------------ \| ------------------ \| \| 1990 \| Medemblik (Países Bajos) \| Medalla de plata \| Tornado \| |                          |                  |         |
| Campeonato Mundial |                          |                  |         |
| Año | Lugar                    | Medalla          | Clase   |
| 1990 | Medemblik (Países Bajos) | Medalla de plata | Tornado |